# Гериатрическая психиатрия
Гериатри́ческая психиатри́я (также геропсихиатри́я, психогериатри́я и ста́рческая психиатри́я) — отрасль психиатрии, занимающейся изучением, профилактикой и лечением нейродегенеративных, когнитивных нарушений и психических расстройств у людей пожилого возраста. Гериатрическая психиатрия как специальность имеет значительное пересечение со специальностями гериатрической медицины, поведенческой неврологии, нейропсихиатрии, неврологии и общей психиатрии. Гериатрическая психиатрия стала официальной специальностью психиатрии с определённой программой обучения и основными компетенциями.

## История

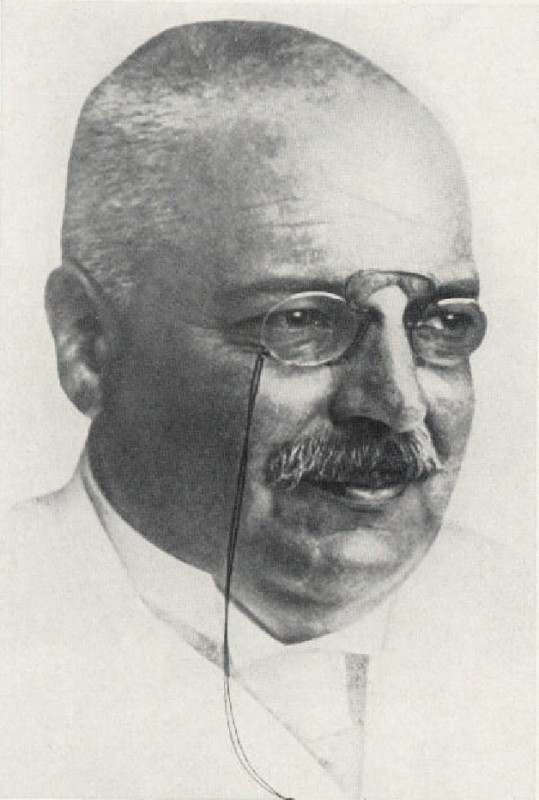
Алоис Альцгеймер (1915), немецкий психиатр, определивший патологию, названную его именем Альцгеймера.

Основы гериатрической психиатрии заложили работы Алоиса Альцгеймера, немецкого психиатра и невропатолога, который впервые выявил амилоидные бляшки и нейрофибриллярные клубки у пятидесятилетней женщины. Позже было установлено, что эти бляшки и клубки ответственны за её поведенческие симптомы, кратковременную потерю памяти и психические симптомы. Эти мозговые аномалии стали идентификаторами того, что позже стало известно как болезнь Альцгеймера.

## Болезни
Заболевания и расстройства, входящие в состав гериатрической психиатрии, включают:
- слабоумие
  - Легкие когнитивные нарушения[англ.]
  - Болезнь Альцгеймера
  - Сосудистая деменция[англ.]
  - Деменция с тельцами Леви
  - болезнь Паркинсона
- Нейропсихиатрические осложнения после инсульта, рассеянного склероза
- Поздние проявления психических расстройств
  - Депрессия
    - Меланхолическая депрессия[англ.]

  - Тревожные расстройства
  - Биполярное расстройство
  - Шизофрения
  - Расстройства личности
- Медико-психиатрические расстройства
  - Бред
  - Кататония
- Расстройство, связанное с употреблением психоактивных веществ[англ.]